# Kebbi
Kebbi è uno dei 36 stati della Nigeria, situato a nord-ovest della Nigeria con capitale Birnin Kebbi. Lo Stato è stato creato nel 1991 da una parte dei vecchi stati di Sokoto, Niger, e Benin.

## Storia
Le popolazioni Kebbi persero nel 1674 i loro territori settentrionali, sconfitti dai tuareg del sultanato di Agadez guidati da Agabba; questi sull'area sottratta fondarono il sultanato di Ader.

## Politica

### Suddivisioni
Lo stato di Kebbi è suddiviso in ventuno aree a governo locale (local government areas), 4 emirati (Gwandu, Argungu, Yauri e Zuru), e 35 distretti.
Le aree a governo locale sono:
- Aleiro
- Arewa Dandi
- Argungu
- Augie
- Bagudo
- Birnin Kebbi
- Bunza
- Dandi
- Fakai
- Gwandu
- Jega
- Kalgo
- Koko/Besse
- Maiyama
- Ngaski
- Sakaba
- Shanga
- Suru
- Wasagu/Danko
- Yauri
- Zuru